# Студія (телесеріал)
Студія (англ. The Studio) — американський сатиричний телесеріал у жанрі крінж-комедії, створений Сетом Роґеном, Еваном Голдбергом, Пітером Гайком, Алексом Грегорі та Фрідою Перес. У ньому Роґен грає керівника голлівудської студії у скруті, який намагається поєднати корпоративні вимоги з власною пристрастю до створення якісних фільмів. Кетрін О'Гара, Айк Барінгольц, Чейз Суй Вандерс та Кетрін Ган грають другорядні ролі. Серіал вийшов на Apple TV+, перші два епізоди — 26 березня 2025 року.
Серіал отримав схвальні відгуки критиків за режисуру, операторську роботу, гумор та сатиру над кіноіндустрією. Він став відомим завдяки широкому використанню довгих дублів, а також появі камео відомих знаменитостей у кожному епізоді.
Серіал продовжено на другий сезон.

## Сюжет
Метт Ремік — новопризначений керівник кінокомпанії Continental Studios, яка перебуває в занепаді. Метт, який сам себе називає кінофілом, намагається знайти баланс між корпоративними цілями Continental у сфері розваг, де все більший вплив має інтелектуальна власність, та власним прагненням створювати якісні фільми.

## Акторський склад

### Головний
- Сет Роґен у ролі Метта Реміка, нового керівника студії Continental, який намагається збалансувати своє бажання знімати хороші фільми з прибутками студії.
- Кетрін О'Гара у ролі Петті Лі, колишньої керівниці студії та наставника Метта.
- Айк Барінгольц[en] у ролі Села Саперштейна, віце-президента Continental з виробництва та близького друга Метта.
- Чейз Суй Вандерс[en] у ролі Квінн Хакетт, колишньої асистентки Метта, яку він підвищує до молодшого виконавчого директора.
- Кетрін Ган у ролі Майї Мейсон[5], керівника відділу маркетингу Continental.

### Другорядний
- Браян Кренстон у ролі Гріффіна Мілла, генерального директора Continental[6]
- Девід Крамхолц у ролі Мітча Вайца, голлівудського агента з пошуку талантів, який представляє переважно режисерів
- Кейла Монтерросо Мехія[en] у ролі Петри, нової асистентки Метта
- Дьюейн Перкінс[en] у ролі Тайлера, керівника відділу зв'язків з громадськістю Continental
- Ніколас Столлер[en] у ролі самого себе, якого найняли Continental режисером фільму про Kool-Aid[en]
- Дейв Франко у ролі самого себе, актора другого плану у фільмі «Місто алфавіту» для Continental
- Зої Кравітц у ролі самої себе, зірки фільмів Continental «Відкритий» та «Чорного крила», який попередньо розробляється
- Метт Беллоні[en] у ролі самого себе

### Гостьовий
- Томас Барбуска[en] в ролі особистого асистента Дага
- Девон Бостік[en] у ролі Майлза, хлопця Квінн
- Джессіка Сент-Клер[en] у ролі Лі, голлівудського агента з пошуку талантів
- Ребекка Голл у ролі Сари, дитячого онколога та дівчини Метта
- Шугар Лін Бірд[en] у ролі Ребекки Чан-Сандерс, колеги та подруги Сари
- Ріа Перлман[en] у ролі мами Метта
- Алан Барінгольц[en] — кіномеханік

### Камео
- Пол Дано
- Пітер Берг[en]
- Мартін Скорсезе
- Шарліз Терон
- Стів Бушемі
- Сара Поллі
- Грета Лі[en]
- Ентоні Макі
- Рон Говард
- Олівія Вайлд
- Зак Ефрон
- Паркер Фінн
- Оуен Клайн[en]
- Джонні Ноксвілл
- Джош Гатчерсон
- Ice Cube
- Ліл Рел Говері
- Зіве Фумудо[en]
- Чарлі Д'амеліо
- Адам Скотт
- Джен Стацкі[en]
- Люсія Аньєлло[en]
- Пол В. Даунс[en]
- Тед Сарандос[en]
- Рамі Юссеф[en]
- Ерін Моріарті
- Ентоні Старр
- Квінта Брансон
- Джин Смарт
- Аарон Соркін
- Зак Снайдер

## Епізоди
| № серії | Назва серії       | Режисер(и)                | Сценарист(и)                                                      | Оригінальна дата показу |
| --- | ----------------- | ------------------------- | ----------------------------------------------------------------- | ----------------------- |
| 1 | «Підвищення»      | Сет Роґен і Еван Голдберг | Сет Роґен, Еван Голдберг, Пітер Гуйк, Алекс Грегорі і Фріда Перес | 26 березня 2025         |
| Метт Ремік — керівник студії «Continental Studios», який досі вірить у художню цілісність у галузі, що дедалі більше базується на інтелектуальній власності. Він отримує довгоочікуване підвищення до керівника студії після того, як його наставницю, Петті Лі, звільняють за наказом нового генерального директора Гріффіна Мілла. Гріффін пропонує йому роботу за умови, що той дасть зелене світло фільму за мотивами Кул-Ейд Мена, тож Метт неохоче погоджується. Вважаючи, що найкращий шлях — найняти хорошого режисера, він особисто обрав Ніколаса Столлера. Потім Метт дізнається, що Мартін Скорсезе написав сценарій про різанину в Джонстауні і вирішує використати це замість фільму про Кул-Ейд. Однак ідея Метта зустрічає спротив з боку колеги-керівника Села Саперштейна та керівника відділу маркетингу Майї Мейсон, тому після зустрічі з Гріффіном він вирішує скористатися ідеєю Столлера, стверджуючи, що купив сценарій Скорсезе, щоб «убити» його проєкт. Щоб знову найняти Столлера, Метт відвідує Петті, яка погоджується, домовившися про вигідну угоду на продюсування власних фільмів. На вечірці, влаштованій Шарліз Терон, Метт і Сел повідомляють Скорсезе новину, що його проєкт, який мав стати його останнім фільмом, ніколи не буде знятий; зневажений Скорсезе дорікає Метту і зривається на сльози, а Терон виганяє Метта та Села. |                   |                           |                                                                   |                         |
| 2 | «Онер»            | Сет Роґен і Еван Голдберг | Пітер Гуйк                                                        | 26 березня 2025         |
| Метт і Сел вирушають на знімальний майданчик «Срібного озера», романтичної драми режисерки Сари Поллі за участю Грети Лі, сподіваючись побачити зйомки онер на заході сонця, яке через обмеження в часі можна знімати лише цього дня. Обидва режисери чогось хочуть від Метта: Поллі потрібні гроші, щоб зіграти над сценою «You Can't Always Get What You Want», а Лі хоче скористатися одним із бізнес-джетів студії під час прес-туру. Петті та Сел намагаються виманити Метта зі знімального майданчика, боячись, що він заважатиме акторам та знімальній групі. Поллі, бажаючи догодити Метту, погоджується на одну з його пропозицій щодо сцени, через що знімальна група втрачає дорогоцінний час, а перший дубль зіпсовано. Метт ще більше псує інші дублі, говорячи занадто голосно під час відеоселення, випадково з'являючись на камеру та отримуючи травму. Здавалося б, ідеальний дубль псується, коли Лі не може виїхати з під'їзної дороги знімального майданчика через те, що машина Метта припаркована перед її машиною; Поллі негайно виганяє його зі знімального майданчика. Метт і Сел від'їжджають з настанням ночі та отримують повідомлення про те, що знімальній групі зрештою не вдалося зробити кадр. |                   |                           |                                                                   |                         |
| 3 | «Нотатка»         | Сет Роґен і Еван Голдберг | Сет Роґен і Еван Голдберг                                         | 2 квітня 2025           |
| Захоплення команди від перегляду тест-скринінгу нового фільму Рона Говарда «Алфавітне місто» зіпсувалося через заплутану фінальну сцену в мотелі, яку всі погоджуються вирізати. Раннє прибуття Говарда до студії на маркетингову зустріч дає Метту можливість доставити записку, але Метт неохоче робить це через травматичний досвід, коли він дав відгук для «Ігор розуму», що призвело до того, що Говард висміяв його. Петті розкриває те, що сцена в мотелі є даниною покійному двоюрідному брату Говарда, це ускладнює ситуацію, оскільки Квінн, Сал, а пізніше й Ентоні Макі (зірка фільму та продюсер) не повідомляють Говарду про це. Майя повідомляє команді, що збереження тривалості фільму як є зменшить кількість показів і зменшить його дохід. На зустрічі Майя згадує, що Метт має відгук, що спонукає Говарда згадати історію з «Іграми розуму». Принижений Метт огризається на Говарда через нудну сцену в мотелі, на що Говард реагує агресивно. Пізніше тієї ж ночі Метт отримує телефонний дзвінок від Говарда, який вибачається та погоджується скоротити сцену, водночас погрожуючи знищити Метта, якщо той колись знову йому перечитиме. |                   |                           |                                                                   |                         |
| 4 | «Зникла котушка»  | Сет Роґен і Еван Голдберг | Пітер Гуйк                                                        | 9 квітня 2025           |
| Підтримка Меттом кіно змушує його скасувати вечірку з нагоди завершення роботи над детективним фільмом Олівії Вайлд у стилі неонуар після того, як бюджет перевищує очікуваний. Після того, як котушка з дорогою сценою вважається викраденою, Метт і Сел поспішають її знайти, щоб уникнути перезйомки. Вони підозрюють головного актора Зака Ефрона та знаходять у його трейлері конверт з готівкою, адресований художниці по костюмах Евелін, яка його забирає та обмінює на коробку від чоловіка з татуюванням на зап'ясті. Евелін прямує до «Chateau Marmont», а невдовзі після цього прибуває Ефрон на захід, на який пускають лише за запрошеннями. Сел йде, але Метт бачить, як він повертається. Метт пробирається всередину і виявляє, що Ефрон влаштовує таємну вечірку з нагоди завершення, і виявляє, що коробка Евелін містить лише капелюхи, виготовлені на замовлення для команди. Метт і Сел миряться та помічають статистів із фальшивим татуюванням на зап'ясті, яке також було у Вайлд після зйомок епізодичної ролі-камео. Після того, як Ефрон зізнається, що Вайлд була незадоволена сценою на зниклій котушці, Метт і Сел роблять висновок, що вона її вкрала. Вони зустрічаються з нею біля знаку Голлівуду, де вона режисує пікапи, і вона зізнається, що вкрала його, щоб змусити зробити перезйомку. Після погоні Вайлд знищує котушку, дозволяючи їй скотитися вниз по схилу. Метт змушений продати свою машину Ефрону, щоб оплатити перезйомки. |                   |                           |                                                                   |                         |
| 5 | «Війна»           | Сет Роґен і Еван Голдберг | Фріда Перес                                                       | 16 квітня 2025          |
| Сал намагається переконати режисера «Усміхайся» Паркера Фінна зняти слешер під назвою «Підморгування», тоді як Квінн хоче залучити Оуена Клайна до власного аналогічного проєкту. Метт обирає «Підморгування», але погоджується зустрітися з обома режисерами. Відчуваючи неповагу з боку Села, Квінн стирає заплановану зустріч Фінна з комп'ютера асистента Метта, через що Метт пропускає її через іншу зустріч з Крісом Гемсвортом. У помсту, Сал зриває зустріч Клайна та лякає його перспективою тиску з боку студії. Квінн завдає удару у відповідь, викрадаючи гольф-кар помічника Села, Деніела, щоб заблокувати зарезервоване для Села паркувальне місце, що спричиняє низку невдач, які руйнують костюм Села та змушують його пропустити перенесену зустріч з Фінном. Сел переслідує Квінн і кидає в неї її бурито, ненавмисно зачепивши асистента режисера за кермом гольф-кара, який розбивається та руйнує знімальний майданчик мінісеріалу "Ватерлоо" від Netflix. Коли відділ кадрів розслідує інцидент, Квінн бачить можливість домогтися звільнення Села та забрати його роботу. Боячись, що це зруйнує його життя, Сал плаче; Квінн поступається, погоджуючись підіграти його історії-прикриття для розслідування, якщо він надасть їй своє паркувальне місце та допоможе зняти її фільми. Помирившись, вони зустрічаються, щоб обговорити режисера для «Підморгування».                                                                                   |                   |                           |                                                                   |                         |
| 6 | «Дитячий онколог» | Сет Роґен і Еван Голдберг | Алекс Грегорі                                                     | 23 квітня 2025          |
| Метт супроводжує свою нову дівчину, дитячого онколога Сару, до Ебелла на благодійний захід медичного центру «Кедр–Синай» для дітей, хворих на рак. Його засмучує зневажливе ставлення Сари та її колег до кіно та його роботи, зокрема до «Духпокаліпсису!», майбутньої сатири від Continental, режисера Спайка Джонза, за участю Джонні Ноксвілла та Джоша Гатчерсона, яка містить копрологічний гумор. Під час благодійного аукціону Метт перебиває ставки друзів Сари, які сподівалися виграти відпустку з грою в гольф у гольф-клубі «Royal County Down» зі Скотті Шеффлером, яка Метта навіть не цікавить, що розлючує Сару. Метт вибачається та пропонує подарувати їм приз, якщо вони погодяться, що фільми такі ж важливі, як і медицина. Вони відмовляються, і схвильований Метт спотикається, спостерігаючи за монтажем трейлера «Духпокаліпсису!» на своєму телефоні, ламаючи правий мізинець і непритомніючи, перш ніж його посадили в машину швидкої допомоги без Сари. Одужуючи вдома, Метт переспав з агентом Ноксвілла — Лі, яка більше знає про кіно, але менше захоплюється ним. |                   |                           |                                                                   |                         |
| 7 | «Кастинг»         | Сет Роґен і Еван Голдберг | Алекс Грегорі                                                     | 30 квітня 2025          |
| Занепокоєні тим, що запрошення Ice Cube на роль голосу Кул-Ейда може підіграти стереотипам про афроамериканців, команда просить відгуків. Квінн каже, що це не проблема, оскільки Кул-Ейд — це радше напій для бідних людей; Тайлер каже, що відсутність чорношкірого чоловіка як Кул-Ейд-мена є расизмом; а Зіве та Ліл Рел Говері кажуть, що було б расизмом, якби місіс Кул також не озвучувала темношкіра жінка, що призвело до того, що Реджина Кінг замінила Сандру О в акторському складі. Оскільки це робить акторський склад ігрового фільму повністю білим, Дон Чідл та Кеке Палмер замінюють Джоша Демела та Джессіку Біл. Сценаристи Дев та Сандра звільнилися, вважаючи, що темношкірі сценаристи повинні переробити сценарій для акторського складу, який тепер складається виключно з темношкірих. Столлер вирішує переписати сценарій та найняти AI–анімаційну компанію, щоб гарантувати, що фільм вкладеться в бюджет та терміни. Подальші дебати щодо репрезентації спонукають Метта звернутися до Айс К'юба, який не бачить у цьому жодної проблеми. Головний анонс фільму "Кул-Ейд" на Anaheim Comic-Con був сприйнятий із захопленням, поки один із глядачів не запитав про використання штучного інтелекту в анімації. Столлер тікає, щоб уникнути відповіді, а Айс К'юб з огидою йде, залишаючи Метта наодинці з освистуванням натовпу. |                   |                           |                                                                   |                         |
| 8 | «Золотий глобус»  | Сет Роґен і Еван Голдберг | Алекс Грегорі                                                     | 7 травня 2025           |
| На церемонії вручення премії «Золотий глобус» Метт боїться, що режисерка Зої Кравітц не подякує йому за те, що він дав «зелене світло» її фільму «Відкритий», номінований на премію, продюсеркою якого є Петті, хоча вона, здається, амбівалентно ставиться до можливої перемоги. Метт стає невпевненим через те, що дякують іншим керівникам студій, таким як Тед Сарандос; Сал також стає зіркою шоу після того, як подяка Адама Скотта за те, що він дозволив йому спати на його дивані 20 років тому, перетворюється на повторюваний жарт протягом вечора завдяки жартам ведучого Рамі Юссефа та промовам Квінти Брансон, Джин Смарт та Аарона Соркіна. Метт намагається обдурити операторку телесуфлера, щоб вона додала його ім'я до промови Кравітц на церемонії вручення нагород, але вона ловить його, показуючи, що насправді серйозно налаштована на перемогу і не змінюватиме свою добре відрепетировану промову для Метта, незважаючи на його благання про те, що це вразить його матір. Коли «Відкритий» перемагає, Кравітц дякує Петті та Селу, але її мікрофон вимикається, коли вона дякує Метту, через що її не чути. Хоча після шоу панує святковий настрій, адже Кравітц та її агент Мітч Вайц нарешті погодилися зняти її наступний фільм «Чорне крило» в Continental, Метт сідає у свій лімузин і повертається додому знесиленим. |                   |                           |                                                                   |                         |
| 9 | «Кінокон»         | Сет Роґен і Еван Голдберг | Алекс Грегорі                                                     | 14 травня 2025          |
| Під час підготовки в Лас-Вегасі до презентації майбутньої серії фільмів Continental на CinemaCon, Гріффін відволікається на потенційний продаж студії Amazon, що призведе до масштабних змін та звільнень. Метт переконує його, що вдала презентація запобігне продажу. На вечірці перед заходом у готельному номері Метта, 82-річний Гріффін сп'янінням з Дейвом Франко турбує команду, яка, за винятком тверезої Петті, також перебуває під дією сильного грибного шоколаду та інших наркотиків. Прихід Зої Кравітц зупиняє спробу Метта зупинити вечірку та зупинити Гріффіна, і їм доводиться піклуватися про неї після того, як вона несвідомо проковтнула гриби. Коли Гріффін зникає, вони шукають його, поки він блукає по казино на першому поверсі, і нарешті знаходять його на вулиці біля каналу. Поки вони обговорюють скасування промови Гріффіна, він падає в гондолу та дрейфує до Венеціанського готелю, де виходить і його знаходить Петті, чиє затяжне обурення через звільнення Гріффіном, відроджується через його грубість. Вона позичає телефон, щоб анонімно зателефонувати журналісту Метту Беллоні. |                   |                           |                                                                   |                         |
| 10 | «Презентація»     | Сет Роґен і Еван Голдберг | Сет Роґен, Еван Голдберг, Пітер Гуйк, Алекс Грегорі і Фріда Перес | 21 травня 2025          |
| Поки Гріффін веселиться та непритомніє біля венеціанського фонтану, Петті змінює свою думку, коли команда розповідає їй про потенційне поглинання Continental компанією Amazon. Оскільки CinemaCon незабаром розпочнеться, вони переодягають Гріффіна та таємно проводять його в стилі "Вікенд у Берні" повз Метта Беллоні, щоб той разом із Зої Кравітц підготувався в номері. Хоча більшість із них все ще під кайфом від грибів, їхня презентація починається з того, що Дейв Франко представляє персонажа Алфавітного Міста, маскуючи свій закривавлений стан від побиття в казино. Петті виграє час своєю промовою про Срібне озеро, поки команда переконує агента Кравітц, Мітча, та піарника Геббі дозволити їй представити «Чорнокрила», що вона робить блискуче, перш ніж обмочитися за лаштунками. Поки Ніколас Столлер презентує фільм «Кул-Ейд», Гріффін все ще не у формі для своєї промови, тому Метт звертається до натовпу, поки Майя готує Гріффіна. Метт виводить команду, щоб віддати їм шану, а потім представляє Гріффіна, який спускається на сцену за допомогою дротів. Коли Гріффін може лише неодноразово вимовляти слово «фільми», Метт перетворює це на переклик з аудиторією, поки команда, включаючи Гріффіна, який танцює, підвішений на дротах, тріумфально завершує презентацію. |                   |                           |                                                                   |                         |

## Виробництво
14 листопада 2022 року Apple TV+ оголосила про придбання та пряме замовлення на серіал комедійного серіалу про шоу-бізнес за участю Сета Роґена, без назви. Виконавчими продюсерами серіалу є Роґен, Еван Голдберг та Джеймс Вівер для «Point Grey Pictures», а також Фріда Перес, Пітер Хайк, Алекс Грегорі, Алекс МакЕті та Джош Фейґен. У проекті брали участь компанії «Point Grey Pictures» та «Lionsgate Television». 25 березня 2024 року серіал без назви, створений Роґеном, Еваном Голдбергом, Фрідою Перес, Пітером Гайком та Алексом Грегорі, отримав назву «Студія». Роґен і Ґолдберг також напишуть сценарій та будуть режисерами серіалу. Повідомлялося, що до основного акторського складу приєдналися Кетрін О'Гара, Кетрін Ган, Айк Барінгольц та Чейз Суй Вандерс, а запрошеними зірками будуть Браян Кренстон, Кейла Монтерросо Мехія та Дьюейн Перкінс.
Зйомки серіалу розпочалися у березні 2024 року. Зйомки проходили в Лос-Анджелесі, переважно на студії «Warner Bros. Studios» у Бербанку. Декорації для студії Continental були створені за зразком архітектури майяського відродження Френка Ллойда Райта та натхненні дизайном будинку Еннісів. Кілька місць зйомок включали справжні будинки, спроектовані архітектором Джоном Лотнером, зокрема Харві-Хаус, Резиденцію Райнера-Берчілла (відому також як Сільвертоп) та будинок Фостера Карлінга.
У травні 2025 року серіал було продовжено на другий сезон.

## Реліз
Прем'єра серіалу відбулася на SXSW 7 березня 2025 року, а дебют перших двох епізодів на Apple TV+ відбувся 26 березня 2025 року.

## Сприйняття

### Критика
| Сукупні рейтинги        | Сукупні рейтинги |
| Джерело                 | Рейтинг          |
| ----------------------- | ---------------- |
| Metacritic              | 81/100           |
| Rotten Tomatoes         | 93%              |
| Оцінки оглядів          |                  |
| Джерело                 | Рейтинг          |
| Consequence             | A                |
| The Guardian            | [ 23 ]           |
| Empire                  | [ 24 ]           |
| The Independent         | [ 25 ]           |
| IndieWire               | B                |
| The Irish Independent   | [ 27 ]           |
| Financial Times         | [ 28 ]           |
| San Francisco Chronicle | [ 29 ]           |
| The Mercury News        | [ 30 ]           |
| Slant Magazine          | [ 31 ]           |
| The Sunday Times        | [ 32 ]           |
| TV Insider              | [ 33 ]           |

На сайті агрегатора рецензій Rotten Tomatoes серіал «Студія» має рейтинг схвалення 93 % на основі 123 відгуків. Консенсус критиків веб-сайту гласить: «Студія достатньо кмітлива, щоб вразити навіть найвибагливіших кіноманів, бореться за кращий Голлівуд, викликаючи при цьому шалений сміх». Metacritic, який використовує середньозважену оцінку, дав серіалу оцінку 81 зі 100, базуючись на відгуках 40 критиків, що свідчить про «загальне визнання».

### Нагороди і номінації
| Нагорода         | Дата церемонії   | Категорія                                                             | Одержувач(-і)                                                                   | Результат | Прим.         |
| ---------------- | ---------------- | --------------------------------------------------------------------- | ------------------------------------------------------------------------------- | --------- | ------------- |
| The Astra Awards | 10 червня 2025   | Найкращий комедійний серіал                                           | Студія                                                                          | Перемога  | [ 34 ]        |
| The Astra Awards | 10 червня 2025   | Найкращий актор у комедійному серіалі                                 | Сет Роґен                                                                       | Перемога  | [ 34 ]        |
| The Astra Awards | 10 червня 2025   | Найкращий актор другого плану в комедійному серіалі                   | Айк Барінгольц                                                                  | Номінація | [ 34 ]        |
| The Astra Awards | 10 червня 2025   | Найкраща акторка другого плану в комедійному серіалі                  | Кетрін О'Гара                                                                   | Перемога  | [ 34 ]        |
| The Astra Awards | 10 червня 2025   | Найкраща акторка другого плану в комедійному серіалі                  | Чейз Суй Вандерс                                                                | Номінація | [ 34 ]        |
| The Astra Awards | 10 червня 2025   | Найкращий запрошений актор у комедійному серіалі                      | Рон Говард                                                                      | Номінація | [ 34 ]        |
| The Astra Awards | 10 червня 2025   | Найкращий запрошений актор у комедійному серіалі                      | Мартін Скорсезе                                                                 | Номінація | [ 34 ]        |
| The Astra Awards | 10 червня 2025   | Найкращий запрошений актор у комедійному серіалі                      | Адам Скотт                                                                      | Номінація | [ 34 ]        |
| The Astra Awards | 10 червня 2025   | Найкраща запрошена акторка в комедійному серіалі                      | Зої Кравітц                                                                     | Номінація | [ 34 ]        |
| The Astra Awards | 10 червня 2025   | Найкраща запрошена акторка в комедійному серіалі                      | Сара Поллі                                                                      | Номінація | [ 34 ]        |
| The Astra Awards | 10 червня 2025   | Найкращий акторський склад у комедійному стрімінговому серіалі        | Студія                                                                          | Номінація | [ 34 ]        |
| The Astra Awards | 10 червня 2025   | Найкраща режисерська робота в комедійному серіалі                     | «Онер» — Сет Роґен і Еван Голдберг                                              | Перемога  | [ 34 ]        |
| The Astra Awards | 10 червня 2025   | Найкращий сценарій у комедійному серіалі                              | «Золотий глобус» — Алекс Грегорі                                                | Номінація | [ 34 ]        |
| The Astra Awards | 10 червня 2025   | Найкращий сценарій у комедійному серіалі                              | «Підвищення» — Сет Роґен, Еван Голдберг Пітер Гайк, Алекс Грегорі і Фріда Перес | Номінація | [ 34 ]        |
| Золотий трейлер  | 29 травня 2025   | Найкраща комедія (трейлер/тизер) для теле-/стримінгового серіалу      | Apple TV+ / Wild Card Creative Group (за «Movies»)                              | Перемога  | [ 35 ] [ 36 ] |
| Золотий трейлер  | 29 травня 2025   | Найкраща комедія (телевізійний ролик) для теле-/стримінгового серіалу | Apple TV+ / Wild Card Creative Group (за «Thank You»)                           | Перемога  | [ 35 ] [ 36 ] |
| Золотий трейлер  | 29 травня 2025   | Найкращий комедійний постер для теле-/стримінгового серіалу           | Apple TV+ / GrandSon                                                            | Перемога  | [ 35 ] [ 36 ] |
| Gotham TV Awards | Gotham TV Awards | Проривний комедійний серіал                                           | Студія                                                                          | Перемога  | [ 37 ]        |
| Gotham TV Awards | Gotham TV Awards | Найкраща роль другого плану в комедійному серіалі                     | Чейз Суй Вандерс                                                                | Номінація | [ 37 ]        |